# Utopia (Doctor Who)
Utopia est le 11e épisode de la troisième saison de la deuxième série de la série télévisée britannique Doctor Who, il constitue avec ses deux épisodes suivants l'arc narratif final de la saison 3.

## Accroche
Jack Harkness, en sautant sur le TARDIS avant sa dématérialisation, projette celui-ci en l'an 100 billiards, sur la planète Malcassario, à une époque où aucun Seigneur du Temps ne s'était rendu. Sur place le Docteur rencontre le professeur Yana qui tente de sauver les derniers êtres humains de la fin de l'univers, en construisant un vaisseau pour Utopia.

## Distribution
- David Tennant : Le Docteur
- Freema Agyeman : Martha Jones
- John Barrowman : Capitaine Jack Harkness
- Derek Jacobi : Professeur Yana
- Chipo Chung : Chantho
- René Zagger : Padra
- Neil Reidman : Lieutenant Atillo
- Paul Marc Davis : Le chef des hommes du futur
- Robert Forknall : Gardien
- John Bell : Creet
- Deborah Maclaren : Kistaine
- Abigail Canton : La femme nerveuse
- John Simm : Le Maître

## Résumé
Dans le but de se ravitailler, le TARDIS atterrit au-dessus de la faille de Cardiff. Le docteur annonce que cela ne prendra qu’une vingtaine de secondes, notant que la faille a été active, récemment. Le Docteur aperçoit le capitaine Jack Harkness en train de se diriger vers le TARDIS, alors que celui-ci se dématérialise. Jack s'accroche à la structure externe du TARDIS, qui essaie de le faire tomber à force de secousses, ce qui entraîne le TARDIS vers la fin de l’univers. À son arrivée, Martha panique à l’idée que Jack est mort. Quelques secondes plus tard, il revient et se présente à Martha. Il leur explique que, afin de retrouver le docteur, il est retourné sur Terre à l'aide d'un manipulateur de vortex mais il s’est retrouvé bloqué au XIXe siècle. Jack a décidé de rester près de la faille  de Cardiff, sachant que le Docteur finirait par y atterrir pour se ravitailler. À mesure qu'ils explorent la planète, ils trouvent une ville abandonnée et le Docteur note qu'ils se rapprochent de la mort thermique de l'univers. Ils rencontrent un homme en train de fuir les Futurekind, des humanoïdes cannibales désireux de le manger, et qui essaie d'accéder à la zone réservée aux humains souhaitant monter à bord de la fusée qui doit partir vers Utopia, le dernier espoir de la race humaine.
Le docteur, Jack et Martha aident l'homme à accéder à la zone. Ils rencontrent le professeur Yana et son assistant insectoïde Chantho. Le professeur demande au Docteur de l’aider à comprendre pourquoi sa fusée ne se démarre pas. Au cours des réparations, le professeur entend, à plusieurs reprises, un rythme dans sa tête qui le distrait. Il explique qu'il  entend ce son depuis aussi longtemps qu'il s’en souvient, mais qu’il ne sait pas ce que cela signifie. Une fois la fusée prête à partir, les survivants s’installent à l'intérieur et le Docteur utilise son TARDIS pour aider à démarrer les moteurs. L'un des Futurekind se révèle et détruit des panneaux de contrôle, provoquant une surcharge qui réduit le système. L’homme qui essaie d’augmenter la puissance des moteurs est tué, et c’est le capitaine Jack qui est enrôlé pour entrer dans la salle hautement irradiée afin de terminer le travail.
Alors que Jack est en train de travailler, le docteur admet qu'il l'a abandonné à dessein sur Satellite 5, dans l'épisode À la croisée des chemins, à cause de l'immortalité de Jack qui l'a perturbé. Ils discutent de la plus récente régénération du docteur, et cette discussion déclenche une réaction chez le Professeur Yana. Il commence à entendre le tambour dans sa tête de plus en plus fort, et doit s'asseoir pour se rétablir. Jack finit son travail et la fusée est prête à partir. Le professeur révèle que le lancement ne peut être effectué qu’à partir de la base, ce qui signifie que lui et Chantho prévoient de rester. La séquence de lancement commence, et Martha rejoint le professeur Yana. Elle est terrifiée de voir qu'il possède une montre à gousset identique à celle que le docteur possédait dans les épisodes La Famille de sang et Smith, la Montre et le Docteur. Elle attire sans cesse l'attention du Professeur sur son filtre de perception. Elle se précipite pour dire au Docteur que le Professeur est soudain submergé par des voix provenant de la montre.
Le Docteur déclenche la séquence de lancement de la fusée en même temps que le Professeur ouvre la montre à gousset. Le Docteur retourne dans la salle de contrôle, mais le Professeur verrouille celle-ci et ouvre les portes extérieures. Les Futurekind entourent la base et se précipitent vers le Docteur, Jack et Martha. Chantho confronte le Professeur et lui demande ce qu'il fait, celui-ci répond que son nom est Le Maître. Il attaque Chantho avec un câble électrique, mais elle parvient à l'abattre avant de mourir. Le Maître, blessé,  tombe dans le TARDIS. Le Docteur atteint la salle de contrôle alors que le Maître bloque les portes. En train de mourir, le Maître déclare qu'il va se régénérer et devenir jeune et fort comme le docteur. Le Maître, nouvellement régénéré, raille le docteur sur l'interphone, avec une voix que Martha reconnaît. Le Maître commence à dématérialiser le TARDIS, et le Docteur utilise un tournevis sonique pour verrouiller les coordonnées TARDIS entre là et le dernier endroit qu'il a visité.
Le TARDIS disparaît, laissant le Docteur, Martha et Jack entourés de Futurekind sur le point de briser la porte.

## Continuité
- Jack Harkness dit avoir utilisé un manipulateur de Vortex pour revenir au XXe siècle. C'est le même genre de machine qui était utilisé pour traquer le Docteur par les aliens de La Famille de sang.
- Martha remarque que Cardiff a été atteint par un tremblement de terre quelques années auparavant, et le Docteur dit avoir eu quelques problèmes avec un Slitheen, en référence à l'épisode L'Explosion de Cardiff.
- Le Docteur explique à Jack qu'il savait qu'il était de nouveau en vie lorsqu'il a quitté le Satellite 5 dans À la croisée des chemins. Dans l'épisode spécial Children in Need il dit ne pas aller le rechercher car il doit sûrement aider à reconstruire le monde. D'ailleurs selon lui le geste de Rose est le dernier acte de la Guerre du Temps.
- Dans la montre que tient le Professeur Yana, on peut entendre la voix de plusieurs autres acteurs ayant joué le rôle du Maître, entre autres le rire de Anthony Ainley et une réplique de Roger Delgado[1],[2].
- Yana dit avoir été découvert près de la « Côte de la Dévastation argentée » un lieu que Face de Boe dit avoir visité, dans l'épisode La Fin du monde.
- À l'arrivée en l'an 100 billiards, le Docteur dit en V.O "Life will find a way", phrase célèbre de la saga Jurassic Park prononcée par Ian Malcolm, interprété par Jeff Goldblum.

### Continuité avec la sérieTorchwood
- Cet épisode suit directement l'épisode de fin de saison 1 de Torchwood, la Fin des temps. D'ailleurs le Docteur dit que la brèche s'est récemment ouverte, ce qui est le cas effectivement avec la sortie du démon Abaddon.
- Cet épisode donne la confirmation que la main dans un bocal que l'on voyait durant toute la Saison 1 de Torchwood est bel est bien la main perdue par le Docteur lors de l'épisode L'Invasion de Noël.

### Remarque sur la traduction
Dans la version française, il est dit que l'action se passait en l'an 100 billiards (un billiard= 1018), alors qu'en version originale, l'action se passe en l'an 100 trillions.
Le Royaume-Uni utilisant maintenant l'échelle courte, alors que la France utilise l'échelle longue, 100 trillions britanniques devraient se traduire en français par 100 billions (un billion (fr)= 1015, soit 1000 fois moins qu'un billiard).
Le moment où le Docteur se rappelle Face de Boe en train de lui dire qu'il n'est pas seul et où il voit les lettres Y, A, N et A du nom du professeur YANA ne passe pas en français. La phrase en anglais étant « You are not alone », les initiales forment le mot YANA, chose qui disparaît lors de la traduction.

## Production
- Même s'il n'est là que pour trois épisodes John Barrowman apparaît pour la première fois au générique de la série.

### Musique
- On entend des thèmes composés pour la série Torchwood durant cet épisode, et une variation du générique lorsque Jack court après le TARDIS dans le pré-générique.
- La figure rythmique à quatre battements que le maître entend est celle du boléro, ce rythme est important dans le générique de Doctor Who.

### Casting
- Derek Jacobi a joué le rôle d'un homme qui pensait être le Docteur dans une pièce radiophonique de Doctor Who[3] et donné sa voix au Maître dans le dessin animé Scream of the Shalka[4].
- John Bell, l'acteur de 9 ans qui joue le rôle de Creet, le guide du groupe, a gagné un prix dans l'émission Blue Peter lui permettant de jouer un rôle dans la série[5].
- Paul Marc Davies, qui joue le rôle du chef des hommes du futur, joue ensuite un rôle récurrent dans la série spin-off The Sarah Jane Adventures.
- Chipo Chun, l'actrice jouant Chantho, joue de nouveau dans la série dans Turn Left.